# 林披
林披（733年—802年），字茂则。莆田县人。唐朝官员。
先世為莆田尊贤里北螺村（在福平山之南）人。林万宠之次子，林披自小读书过目成诵。天宝十一年（752年），登明经科，任将乐令，歷官漳州刺史、澧州（今湖南澧县）司马、康州刺史。因得罪權貴，貶临汀郡曹掾、临汀县令。後升临汀郡别驾，知州事。御史大夫栖筠荐授检校太子詹事兼苏州别驾。不久歸里，家居四十年。贞元十八年（802年），卒，葬乌石（今西天尾镇龙山乌石）后垄之原。林披在中國民間信仰中被奉為林府千歲。
林披的九個兒子都是刺史：林苇、林藻、林著、林荐、林晔、林蕴、林蒙、林迈、林蔇，世称“九牧林家”。宝历元年（825年），以子林蕴恩，赠睦州刺史。
林八及，唐九牧六房林蘊的玄孫。唐末，為避朱溫叛亂，林八及從彭城渡海至新羅國江華灣登岸，擇平澤縣棲身。後來支派繁衍，發展至今120多萬人。
林召棠，九牧葦公(唐九牧長房林葦)後裔，清道光三年（1823年）癸末科狀元。
台灣民間崇信的天上聖母林默，就是林披的遠系子孫。